# Elsa Conrad
 (septembre 2022).
La mise en forme du texte ne suit pas les recommandations de Wikipédia : il faut le « wikifier ».
Les points d'amélioration suivants sont les cas les plus fréquents. Le détail des points à revoir est peut-être précisé sur la page de discussion.
- Les titres sont pré-formatés par le logiciel. Ils ne sont ni en capitales, ni en gras.
- Le texte ne doit pas être écrit en capitales (les noms de famille non plus), ni en gras, ni en italique, ni en « petit »…
- Le gras n'est utilisé que pour surligner le titre de l'article dans l'introduction, une seule fois.
- L'italique est rarement utilisé : mots en langue étrangère, titres d'œuvres, noms de bateaux, etc.
- Les citations ne sont pas en italique mais en corps de texte normal. Elles sont entourées par des guillemets français : « et ».
- Les listes à puces sont à éviter, des paragraphes rédigés étant largement préférés. Les tableaux sont à réserver à la présentation de données structurées (résultats, etc.).
- Les appels de note de bas de page (petits chiffres en exposant, introduits par l'outil «  Source ») sont à placer entre la fin de phrase et le point final[comme ça].
- Les liens internes (vers d'autres articles de Wikipédia) sont à choisir avec parcimonie. Créez des liens vers des articles approfondissant le sujet. Les termes génériques sans rapport avec le sujet sont à éviter, ainsi que les répétitions de liens vers un même terme.
- Les liens externes sont à placer uniquement dans une section « Liens externes », à la fin de l'article. Ces liens sont à choisir avec parcimonie suivant les règles définies. Si un lien sert de source à l'article, son insertion dans le texte est à faire par les notes de bas de page.
- La présentation des références doit suivre les conventions bibliographiques. Il est recommandé d'utiliser les modèles {{Ouvrage}}, {{Chapitre}}, {{Article}}, {{Lien web}} et/ou {{Bibliographie}}. Le mode d'édition visuel peut mettre en forme automatiquement les références.
- Insérer une infobox (cadre d'informations à droite) n'est pas obligatoire pour parachever la mise en page.

Pour une aide détaillée, merci de consulter Aide:Wikification.
Si vous pensez que ces points ont été résolus, vous pouvez retirer ce bandeau et améliorer la mise en forme d'un autre article.
Pour les articles homonymes, voir Conrad.
Elsa Conrad (surnommée Igel, née Rosenberg le 9 mai 1887 à Berlin et décédée le 19 février 1963 à Hanau,,,,) est une personnalité allemande de la scène lesbienne. Dans les années 1920, elle tient l'un des clubs lesbiens les plus connus de Berlin, le « Monbijou des Westens » (Monbijou de l'Ouest) avec sa partenaire Mali. Elle est l'une des figures de proue de la scène lesbienne de l'époque. Elle est persécutée par le régime nazi étant à moitié juive et lesbienne.

## Biographie
Elsa Rosenberg est juive de par sa mère de Bertha Rosenberg (1861-1940). Rien n'est connu à propos de son père si ce n'est qu'il n'était pas juif. En 1910, elle se marie avec Wilhelm Conrad. Ce mariage prend fin en 1931. On peut spéculer sur le fait qu'il ait s'agit d'un mariage de complaisance.
À la fin de la Première Guerre mondiale, avec l'installation de la République de Weimar, l'opportunité émerge d'ouvrir des lieux d'échange lesbiens. Elsa Conrad arrive avec brio à faire fleurir ces espaces (sans doute aidée grâce au cursus qu'elle avait suivi dans le secteur du commerce). En 1921, elle gère le Verona-Diele à Wilmersdofer Strasse 77, après la fermeture de cet espace en 1925, elle démultiplie sa gestion de divers bars lesbiens. Puis elle tient l'un des clubs lesbiens les plus connus de Berlin, le "Monbijou des Westens" (Monbijou de l'Ouest) avec sa partenaire Mali Rothaug. Il s'agit d'un club privé dans lequel on peut se rendre uniquement par recommandation. Il comptait près de 600 membres et était fréquenté par des femmes du milieu artistique ou académique principalement.
En Allemagne, l’arrivée du régime nazi au pouvoir en 1933 entraîne une campagne de répression anti-homosexuelle et la fin de cette période de relative liberté qui avait permis que se développe une subculture lesbienne. La vie associative et sociale homosexuelle et lesbienne disparaît en quelques semaines.
Le 5 octobre 1935, elle est arrêtée puis emprisonnée pour «insulte au Reich» pendant 15 mois à Berlin. À l'issue de son temps en prison, en 1937, elle est transférée à Moringen, le premier camp de concentration pour femme de Prusse. On trouve sur ce camp des détenus politiques ainsi que des femmes juives, des témoins de Jéhovah, et les "asociaux" (termes utilisés pour parler des travailleuses du sexe, des lesbiennes). La Gestapo avait reçu des informations concernant ses relations lesbiennes, cela plus le fait qu'elle est à moitié juive. Elle doit choisir entre rester incarcérée en Allemagne ou partir à l'étranger.
Elle part ainsi pour Nairobi, au Kenya en novembre 1938. Elle ne reviendra en Allemagne qu'en 1961, sans le sou. Elle meurt le 19 février 1963 à Hanau, en Allemagne.

## Historiographie
Dans Berlin, il n'existe aucune trace du club Mali und Ingel. L'histoire d'Elsa Conrad et Mali Rothaug, toutes deux persécutées et forcées de fuir leur pays, a été quasi oublié. Cela est le résultat de l'homophobie du régime Nazi, homophobie qui perdurera bien après.